# Jabbin
Jabbin — кроссплатформенный XMPP-клиент с открытым исходным кодом, который позволяет обмениваться сообщениями, а также осуществлять бесплатно телефонные звонки ПК ↔ ПК, используя VoIP поверх протокола XMPP.

## Разработка
Программа базируется на XMPP-клиенте Psi. Оба написаны на C++ и используют кроссплатформенную библиотеку Qt для предоставления пользовательского интерфейса.
Как и Psi, Jabbin использует коммуникационный протокол XMPP, и библиотеку Jingle для P2P VoIP-соединений.
Jabbin включил поддержку Jingle из Psi (где она до сих пор экспериментальная) с дополнительной поддержкой Windows и использует свободный голосовой кодек Speex.

## Возможности
Jabbin позволяет обмениваться сообщениями по протоколу XMPP и совершать бесплатные голосовые звонки.
Программа кроссплатформенная с версиями под Linux и Windows.
Порт для Mac OS X находится в разработке.

## История
Первая версия, 1.0, была выпущена в декабре 2005 года и базировалась на находящемся в разработке Psi 0.10.
Телефонные звонки были организованы через TINS-расширение к XMPP.
С версии 2.0 поддержка Jingle была перенесена из Psi и расширена для работы в Windows.
Поддержка Jingle заменила TINS.
Для версии 3, Jabbin планирует поддерживать видеозвонки.

## Обзоры в прессе
- Nikos Kouremenos. Jabbin adds VoIP to Jabber (англ.). Linux.com (19 октября 2006). Дата обращения: 17 марта 2011. Архивировано из оригинала 6 февраля 2010 года.
- Andrew Min. How to make Jabber calls using Jabbin (англ.). Free Software Magazine (9 января 2008). Дата обращения: 17 марта 2011. Архивировано из оригинала 1 марта 2012 года.